# Alcácer

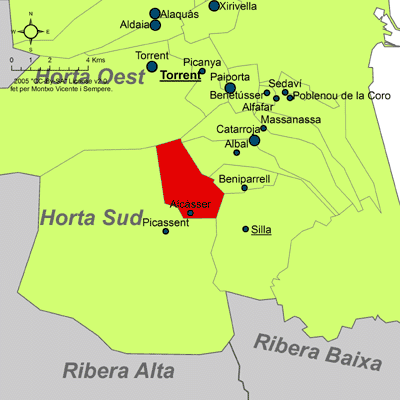
Localización en la comarca de la Huerta Sur

Alcácer (oficialmente y en valenciano: Alcàsser ) es un municipio y localidad de España, en la provincia de Valencia, Comunidad Valenciana, en la comarca de l'Horta Sud. Su población es de 10 676 habitantes (INE 2024).

## Toponimia
El topónimo de Alcácer proviene del vocablo árabe al-qusayr, con el significado de «el palacio». Además, también tiene el significado de 'fortaleza' o 'alcázar'. El nombre, del municipio tiene similitud con Alcácer do Sal, población portuguesa fundada junto a la desembocadura del Tajo. Es un topónimo poco habitual que se centra en la provincia de Valencia.
Según diferentes autores, Alcácer, sobre el 1238, era conocido bajo el topónimo de Alquería de Espioca o Alcaçer. Más tarde, en el 1250 pasó a ser llamado Alcacer, mientras que en el 1418 se denominaba Lugar de Alcacer; y en 1421 Lugar de Alquacer.

## Símbolos
El escudo heráldico municipal fue aprobado a través del decreto 3279/1972 de 10 de noviembre y publicado en el Boletín Oficial del Estado el 28 de noviembre de 1972. Su descripción la siguiente:

Escudo cortado y medio partido. Primero de oro, los cuatro palos de gules. Segundo, de azur, el Alcázar de oro. Tercero, de gules, las cinco hoces de plata, puestas en sotuer, vueltas todas a la diestra. Al timbre, corona real abierta.

Con el uso de este escudo, Alcácer buscaba resaltar «las glorias y virtudes de su historia».

## Geografía
Situado al sur de la ciudad de Valencia, y a la derecha del antiguo Camino Real de Madrid. La superficie del término es llana. Lo cruzan los barrancos de Picasent, Garroferals-Estevenet y del Realón-Pinet. El clima es templado; predominan los vientos de poniente y levante. Las tierras de cultivo, arcillosas y profundas, están muy repartidas en parcelas. Se riega con aguas de la Acequia Real del Júcar, del Canal Júcar-Turia, y mediante pozos.
Alcácer limita con las localidades de Torrente, Catarroja, Albal, Beniparrell, Silla y Picasent, todas de la provincia de Valencia.

## Historia

### Alcácer hasta la Edad Moderna (sigloVI-sigloXIX)
Existen evidencias de la existencia de una villa romana, próxima al pueblo actual, y recientemente se realizaron excavaciones que dejaron al descubierto los vestigios de una antigua necrópolis visigoda. Esta necrópolis guarda relación con el yacimiento de la Senda de l'Horteta, ocupado entre el último cuarto del siglo VI y la primera mitad del siglo VII y del que se conocían una serie de estructuras y hallazgos de cerámica.
Habitada por musulmanes, ya en la Baja Edad Media, el rey Jaime I cedió la villa romana a Artal de Foces que, tras su expulsión, la intentó infructuosamente poblar de cristianos con la Carta puebla de 1248. En 1250 su señor feudal era Pere Roig de Corella, el cual tuvo que volverla a poblar por moros. Tras pasar por varias manos, en 1299 tenía la posesión la familia Riusech, pasando a dominio de la familia Castellá o Castellar.
El 22 de octubre de 1364, Pedro el Ceremonioso donó a Pere Boïl la jurisdicción criminal. Luego, este rey compró con pago aplazado el señorío con la torre y fortaleza de Alcácer a Vidal de Villanova y su mujer Sibila del Castellar, y seis días después se las vendió al jurista micer Giner de Rabasa por cantidad de pago al contado de unos 60 000 sueldos, incluyendo el tercio diezmo y censos sobre las casas y tierras, así como los habitantes sometidos al mixto imperio (1369).
En 1400 se vendió la baronía en pública subasta, siendo adquirida por Jaime Roméu, quien consiguió que el señorío se beneficiara de una amplia franquicia de contribuciones reales otorgada por el rey Martín I el Humano (1401). Luego, logró que se integrara en la particular contribución de Valencia, beneficiándose de algunas de les franquicias de ésta.
En 1417 fue comprada por Bernat Guillem Català y en 1443 es cuando Joan Català de Valeriola obtuvo la suprema jurisdicción (alta, baja, civil y criminal) y el mero y mixto imperio sobre la población. En 1446 vendió la baronía a su primo Galcerá de Castellar, barón de Picasent. Según la carta de confirmación del poblamiento moro del 13 de diciembre de 1417, los vasallos habían de contribuir con elevadas cargas: con partes de algunas cosechas, tercio diezmo y otros derechos feudales.
Durante las Germanías el pueblo estaba bajo dominio de la familia Sanoguera que, por ser antiagermanados (mascarats), fueron la causa de que fuera incendiado por los agermanados, que bautizaron a la fuerza a los habitantes moros (1521).Tras una rebaja en las contribuciones señoriales comprometida tras la conversión (1525,1549), en las Cortes Valencianas de 1604, el señor de Alcácer, Cristòfol Sanoguera, pidió la confirmación de la suprema jurisdicción. Luego, a raíz de la expulsión de los moriscos (1609), otorgó la Carta Puebla (1610) a 45 repobladores cristianos viejos. También reconstruyó la iglesia (1592), que sabemos existía desde antes de 1328 siendo conocido que existió seguramente desde tiempo de Jaime I, aunque el actual edificio data de la reconstrucción de 1719, cuya planta se completaría con nuevo crucero y cúpula (1801), con pinturas de Vicente López (1805), y una nueva capilla de Comunión presidida por el Cristo de la Fe (1816).
Los habitantes de Alcácer consiguieron, tras un largo y contradictorio pleito con los señores, la incorporación a dominio y jurisdicción de la Corona con los decretos de abolición de señoríos en 1837, aunque al fallecer la última baronesa efectiva, doña Concepción Sanoguera de Castellvi y Cardona (1848), aún quedaba casi íntegro el conjunto de bienes que formaban el mayorazgo, que empezó a enajenarse con la venta de la llamada Casa-castillo que se cedió para ayuntamiento (1852), seguida de antiguos monopolios (tienda, carnicería, horno...), así como las distintas tierras últimamente en manos de los marqueses de Malferit, herederos legítimos de la antigua baronía.

### Castillo Palacio de la Baronía (1929-1989)
Según cuentan muchas leyendas, el castillo de Alcácer desapareció entre 1929 y 1932. Se dice que era una quinta de recreo de los reyes moros de Valencia (Madoz), en la que residían las reinas al amparo de sus fortificaciones y de sus seguros subterráneos. Sobre sus ruinas se alzó el conocido como Castillo Palacio de la Baronía, y es que en el año 1989, durante la reforma del Ayuntamiento de Alcácer, fue descubierto un pozo cubierto por un adoquín, que después dio a la luz un pozo desconocido y cegado hacía años, que era la entrada de un antiquísimo aljibe.
El aljibe o Aljud del Castell, servía para abastecer con agua a los habitantes del palacio, el barón y sus sirvietorrentes, y sobre todo, dadas las dimensiones a toda la población medieval del Alcácer. Pertenecía a la red de defensa de la ciudad de Valencia, con muchas torres muy parecidas en cuanto a la forma y el estilo, situadas alrededor de la ciudad, y servía en tiempos de guerra para refugiarse en el castillo con el fin de protegerse de los enemigos.

## Demografía
Alcácer cuenta con una población de 10 676 habitantes (INE 2024).
| Gráfica de evolución demográfica de Alcàcer entre 1842 y 2021                                                       |
| |
| Población de derecho según los censos de población del INE Población de hecho según los censos de población del INE |

## Economía
La primera mitad del siglo XIX producía frutas, trigo, maíz, bastante seda (gracias a que importaba la hoja de morera de los pueblos de la Ribera), y aceite de oliva que exportaba a la capital.
Actualmente se cultiva principalmente naranjos, aunque debido a la crisis citrícola van aumentando las plantaciones de caquis, granados y más recientemente de kiwis. Posee una Cooperativa Agrícola llamada San José, con sección comercial especializada en cítricos y diversificadas gestiones. Es heredera del antiguo Sindicato Agrícola de San José fundado en 1911 por iniciativa del comerciante Ricardo Hernández, y de los dirigentes del antiguo Círculo Católico Cooperativo de San Martín fundado en 1892 bajo la inspiración del Padre Antonio Vicent, con su anexo Patronato de la Juventud Obrera que presidió el referido Ricardo Hernández. El que fue eminentemente un pueblo agrícola está pasando cada vez más a ser un pueblo industrial donde en total hay 692 empresas.
Alcácer contiene 2 polígonos industriales, El Plá y el Alter, además de un amplio y variado directorio de empresas.

#### Historia del mercado municipal de Alcácer
A finales de la década de 1920, durante el mandato del alcalde Martín Martínez Gil en Alcácer, se impulsaron importantes mejoras municipales aprovechando el contexto económico favorable. Bajo la administración de la Unión Patriótica, se priorizó la renovación de infraestructuras clave, como la construcción de un nuevo matadero lejos del núcleo urbano, y la creación de un nuevo mercado municipal en el solar del antiguo lavadero. Estas acciones formaban parte de un ambicioso plan para dinamizar la economía local mediante obras públicas.
Además de las iniciativas municipales, el alcalde promovió un proyecto social para edificar viviendas asequibles destinadas a jornaleros y trabajadores agrícolas. Estas casas se construyeron en las extensiones de las calles Soledad y San Antonio, y los propios beneficiarios colaboraron en su edificación. Como dato curioso, el mercadillo semanal que hoy rodea el mercado municipal solía instalarse en la llamada "Replaceta de los hombres", actual placita de la calle Jaime I.

## Administración y política
| Periodo   | Nombre                                                                 | Partido   |
| --------- | ---------------------------------------------------------------------- | --------- |
| 1979-1983 | Vicente Hernández Martínez                                             | AEI       |
| 1983-1987 | Ricard Gil Fabra                                                       | PSPV-PSOE |
| 1987-1991 | Cristóbal M. Llorens Alemany                                           | UV        |
| 1991-1995 | Ricard Gil Fabra (1991-1994) Javier Navarro Hernández (1994-1995)      | PSPV-PSOE |
| 1995-1999 | Julio Chanzá Romaguera                                                 | UV        |
| 1999-2003 | Julio Chanzá Romaguera                                                 | UV        |
| 2003-2007 | Julio Chanzá Romaguera (2003-2005) Mª Remedios Avia Ferrer (2005-2007) | UV PP     |
| 2007-2011 | María Remedios Avia Ferrer                                             | PP        |
| 2011-2015 | María Remedios Avia Ferrer                                             | PP        |
| 2015-2019 | Eva Zamora Chanzá                                                      | PSPV-PSOE |
| 2019-2023 | Eva Zamora Chanzá                                                      | PSPV-PSOE |
| 2023-act. | Alberto Primo Llácer                                                   | PP        |

## Servicios
Alcácer contó con una escuela parroquial pública fundada por el barón frey Cristòfol Sanoguera en 1620. Después, a mediados del siglo XVIII se creó una escuela municipal de primeras letras. También se creó otra escuela pública municipal de niñas en el siglo XIX, que popularmente se llamó Costura. Hubo también desde 1892 las escuelas del Patronato de la Juventud Obrera adscrito al Círculo Católico local, que luego pasaron al Sindicato Agrícola. Después se fue ampliando la oferta pública de escuelas primarias. También se creó la llamada Escoleta infantil municipal que fue refundada en el año 1997 fruto de la reorganización de la anterior Guardería municipal fundada durante la Alcaldía de Vicente Hernández Martínez (1971-1983) para permitir a las familias conciliar el trabajo con la educación de sus hijos. Dos colegios públicos de educación infantil y primaria; el CEIP 9 d'octubre, el cual en el pasado año 2021 cumplió su 50 aniversario y el CEIP Jaume I, llamados antiguamente Antonio Rueda y Sánchez Malo, y Villar Palasí respectivamente. Ambos colegios fueron reformados recientemente en el pasado curso 22-23, todo bajo el mandato de la alcaldesa Eva Zamora (2015-2023).
También cuenta con un centenario colegio concertado de educación infantil, primaria y secundaria llamado colegio Diocesano Santísimo Cristo de la Fe, que en 1913 fundó el mecenas local Ricardo Hernández encargándolo a las Hermanas de la Pureza. Desde 2004 cuenta con un Instituto de educación secundaria y bachiller, llamado IES Alcàsser; y una escuela de adultos (EPA) situada en los bajos del Centro Social sito en la calle San Antonio. Hay también un Centro de Formación en programas de garantía Social en la calle Portal de la Montanya, así como
algunas academias privadas de idiomas.

## Comunicaciones

### Por carretera
Se accede a esta localidad desde Valencia tomando la V-31.
También se accede desde el bypass o A7 a través del corredor de silla

### En autobús
Las siguientes líneas de MetroBus Valencia prestan servicio al municipio.
| Línea | Recorrido                     | Operador        |
| ----- | ----------------------------- | --------------- |
| 181   | Valencia - Alcácer - Picasent | Autocares Herca |
| 182N  | Nocturno Valencia - Picasent  | Autocares Herca |
| 185   | Picasent - Playa El Saler     | Autocares Herca |
| 187   | Alcácer - Silla               | Autocares Herca |

## Cultura

### Patrimonio

#### Bien de Interés Cultural
Sede del ayuntamiento, se emplaza sobre el antiguo Castillo Palacio de la Baronía. El antiguo palacio, se levantaba sobre una fortaleza de origen musulmán, que fue transformada en ayuntamiento. En el mismo solo pervive en el subsuelo el aljibe medieval y unas galerías por excavar. Además, es un edificio que se encuentra bajo la protección de la Declaración genérica del Decreto de 22 de abril de 1949, y la Ley 16/1985 sobre el Patrimonio Histórico Español.

#### Bien de Relevancia Local

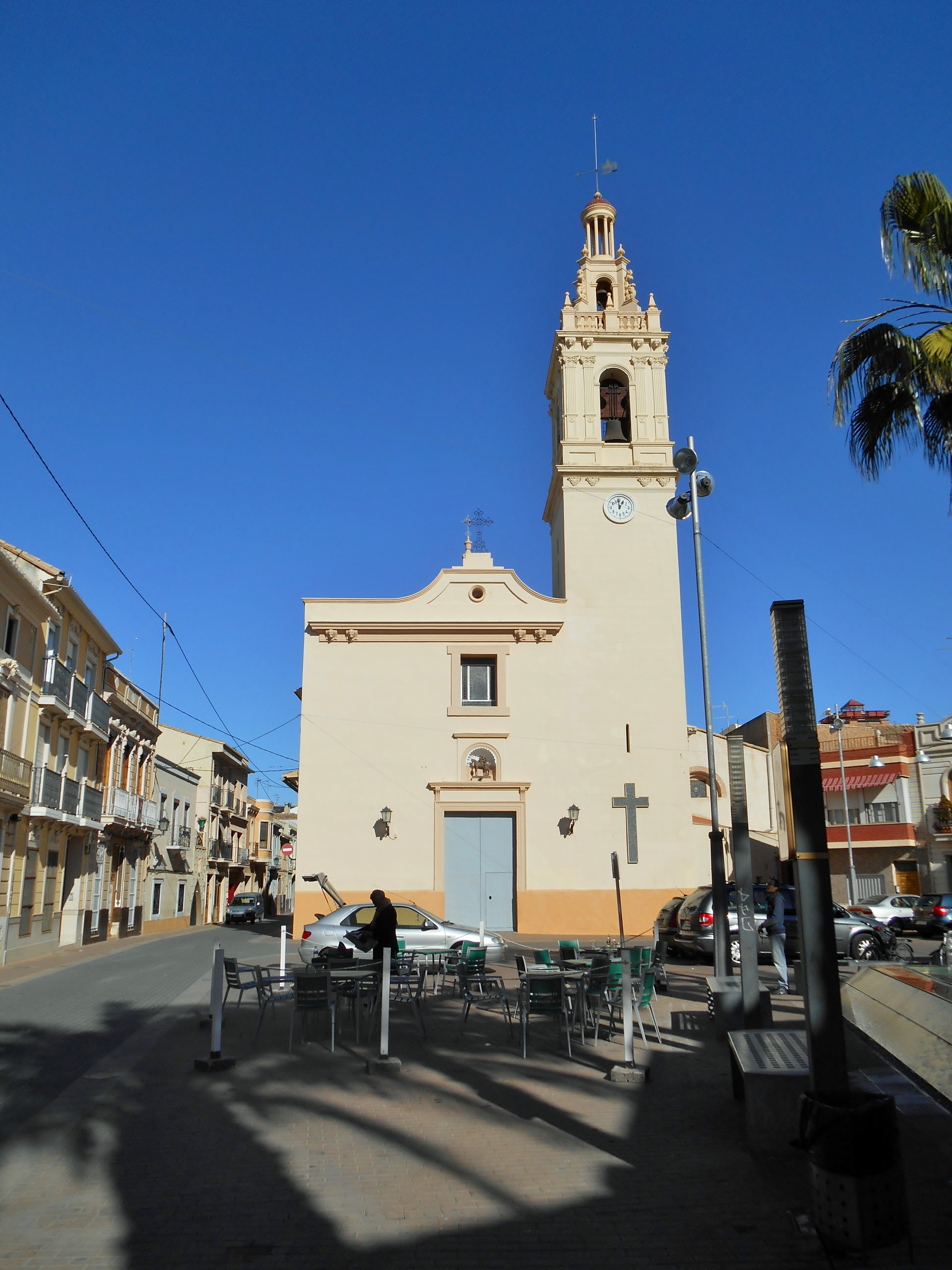
Iglesia de San Martín Obispo

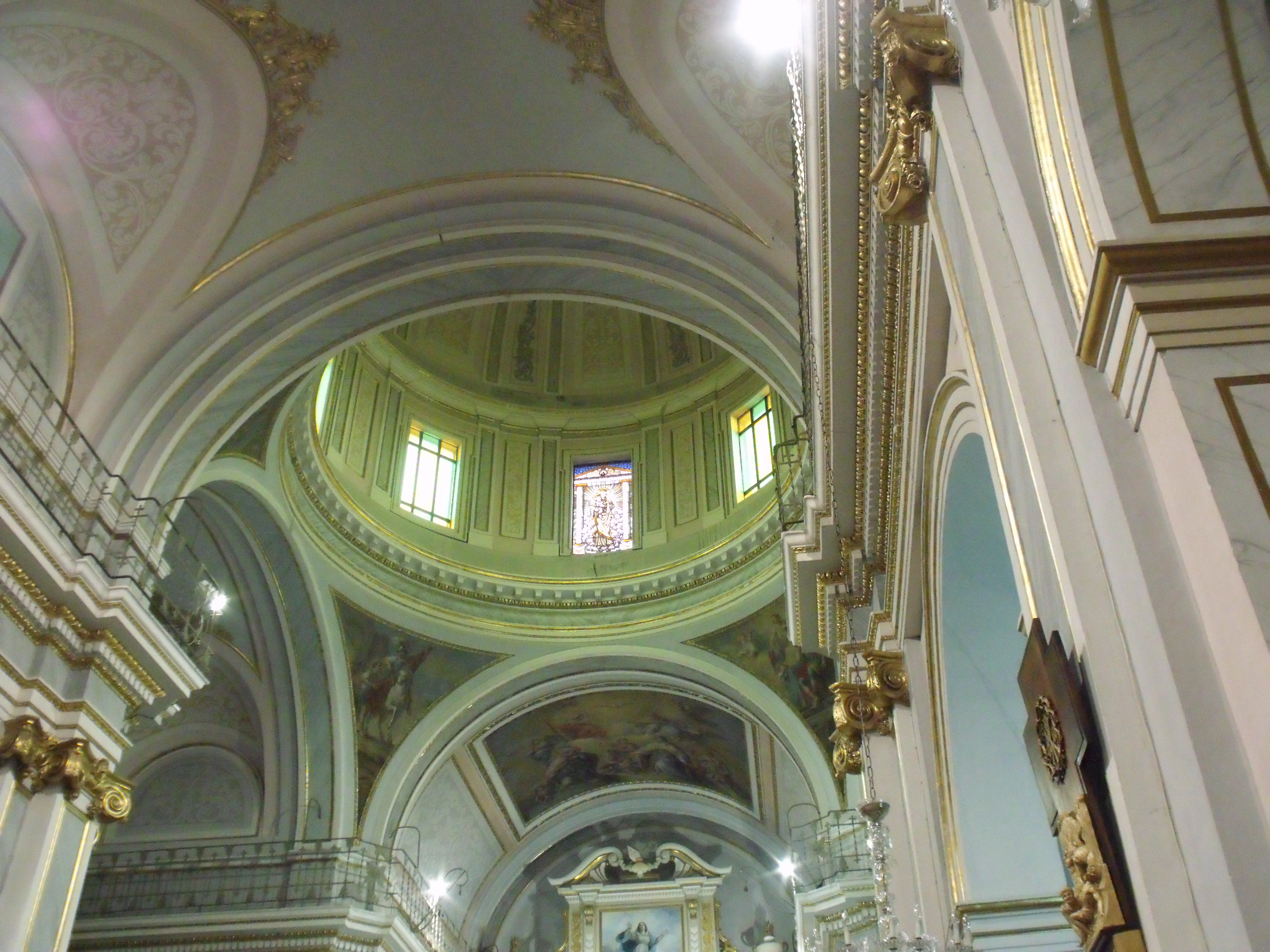
Interior de la iglesia de San Martín Obispo

- Iglesia de San Martín Obispo (1610 – reconstruida en 1719, y ampliada en 1801); con incorporación en 1805 de interesantes frescos de San Martín de Tours[4] y San Hilario de Poitiers, atribuidos a Vicente López, pintor de cámara de las cortes de Carlos IV y Fernando VII; así como la capilla del Cristo de la Fe (1816-1819). Aunque la construcción data del siglo XVIII, ha sufrido importantes cambios: una remodelación, una sustitución, una restauración y diversos añadidos necesarios.
- Retablo Cerámico de la Virgen de la Buena Guía. Data construcción: 1800. Sobre una peana y encima de una nubecilla, la Virgen con manto cónico bordado con hojas doradas y túnica azul también bordada, lleva a Jesús Niño en el brazo izquierdo y un cetro rematado en una estrella en la mano derecha; tiene gran corona cubierta como el niño y nimbo estrellado. La orla tiene bocel entre filetes amarillo y naranja, con tinas verdes plegadas a l'antique. Pintura cerámica vidriada polícroma sobre fondo estannífero liso. Posee inscripciones (abajo): "NA. Sª DE LA BUENA GUIA" El retablo (ubicado en una fachada de una casa de la calle Santísima Trinidad), tiene un formato rectangular vertical, cuyas dimensiones son 0,7 x 0,5 m Tiene un total de 12 piezas; las dimensiones de cada pieza individualizada son 0,2 x 0,2 y 0,2 x 0,1 m. Carece de hornacina. Hay un marco plano, estriado con botones en las esquinas, de yeso moldurado de un periodo de construcción de la casa.
- Retablo Cerámico de San Martín (ubicado en casa del antiguo horno de la señoría, reconstruida en calle Jaume I). Data construcción: Finales del siglo XIX. San Martín y el pobre, sobre un caballo blanco, Martín con vestimenta de guerrero, empuña la espada con la mano diestra para partir la capa que sostiene con la otra y cubrir a un mendigo que se halla de pie ante él semidesnudo; están ante un muro con puerta a la izquierda. Pintura cerámica vidriada polícroma sobre fondo estannífero liso. Posee inscripción (abajo en banda blanca): "SAN MARTIN" El retablo tiene un formato rectangular vertical, cuyas dimensiones son 0,8 x 0,6 m. Tiene un total de 12 piezas. Las dimensiones de cada pieza individualizada son 0,2 x 0,2 m.
- Museo de las Ciencias de la Tierra. (ubicado en el antiguo matadero municipal). Este museo surgió a través de la reforma del Matadero municipal y cuenta con un espacio que ronda los 420 m cuadrados. Un espacio nutrido de cultura, tradiciones y de historia del pueblo, tanto pasada como presente. Si bien su reforma estaba prevista para años anteriores, la pandemia retrasó las obras.[26]

### Fiestas
- Sants de la Pedra: En la última semana de agosto se celebran las fiestas taurinas con encierro (Bous al carrer), en honor a los santos de la piedra (sants de la pedra). También el fin de semana más cercano al día de San Martín (en noviembre).
- Fallas: Del 15 al 19 de marzo se celebran las fallas, contando con la falla del Mercat y la falla del Trinquet; una semana después, otra falla del pueblo celebra su semana fallera, la Falla del Raval.[27]
- Virgen del Carmen: En el mes de julio se celebran las fiesta de la Virgen del Carmen, su patrona con numerosos actos religiosos y conciertos musicales. La virgen del Carmen es patrona popular de Alcácer desde 1951 y fue declarada patrona canónica y coronada canónicamente el 14 de julio de 1957.
- Santísimo Cristo de la Fe: El lunes siguiente al 15 de agosto Mare de Déu d'Agost, se celebran las fiestas del Santísimo Cristo de la Fe, siendo esta el día grande de la fiesta -el Día del Cristo (Despertá, pasacalles, misa, mascletá con traca kilométrica, procesión, concierto y finalmente el castillo de fuegos artificiales) cabe destacar que la procesión es multitudinaria con la salida de todas las imágenes veneradas en la parroquia. El día siguiente el Dia del gos ('día del perro'), que tradicionalmente se celebra en la caseta de algunos amigos del pueblo con una torrá o una paella.
- Feria Medieval: fin de semana de octubre, generalmente el siguiente a la festividad del 9 de octubre.
- Festividad de San Antonio Abad: esta fiesta, celebrada el día 17 de enero, se conmemora con una gran hoguera en la plaza del Castell, acompañada de música y danza valenciana tocada mediante instrumentos como el tabalet o la dolçaina.[28]
- Sant Blás: el primer domingo de febrero se celebra esta festividad religiosa con actos y juegos infantiles que acontecen en la plaza del Castell.
- Fiesta de las Quintas: el último fin de semana de febrero se reúnen las personas nacidas y censadas en Alcácer el mismo año.
- Moros y cristianos de Alcácer: entrada de moros y cristianos en el pueblo a principios del mes de octubre.
- El día 31 de diciembre se celebra año nuevo en la plaza del pueblo para dar la bienvenida al año nuevo y el día 5 de enero la entrada de los reyes magos.[28]

### Gastronomía
Destacan los dulces: Coca de calabaza, coca de arrope, coca fina, coca borratxa (coca borracha) y pilotes dolces (pelotas dulces).
No obstante, el plato con más historia de Alcácer es el plat de gloria. Su origen se remonta a la época medieval, cuando los carros transportaban a las gentes los sábados de Gloria, y al primero en llegar se le premiaba con un plato de dulce, un sombrero de paja y un pañuelo rojo.
Además de todo esto, Alcácer presume de la celebración anual de la feria Saberes y Sabores. Una campaña impulsada por el Ayuntamiento con el fin de promocionar el comercio y la gastronomía local, generando así numerosos beneficios económicos en el pueblo.

### Deporte
El Alcàsser CF milita actualmente (2023) en el Grupo V de Segunda Regional. Actualmente el club se encuentra en segunda posición, peleando por el ascenso. Se trata de un equipo fundado en 1921 y por tanto, en el año 2021 se convirtió en el sexto club centenario de la Comunidad Valenciana, junto al Levante (1909), Burjassot (1913), Valencia (1919), Canals (1919) y el CD Acero (1919).
Los fundadores de la entidad fueron Heliodoro Rimó, Genaro Hernández y Joaquín Pertegaz, además de dos hermanos franceses (René y Emil Valete). Entre los momentos más destacados de su historia destaca el ascenso a Segunda Regional de la 55/56 con jugadores como Sol, Abelardo, Mecha, Rarín y Crespo, o bien los distintos ascensos a Preferente cosechados.
Actualmente disputa sus partidos en el Camp del Pla, con una capacidad cercana a los 1000 espectadores y que tiene ubicación en la Avenida de Torrent. Su mayor rival es el Picasent CF, club vecino. Como curiosidad, en su época, cuando el Alcàsser derrotaba al Picasent, el presidente de aquel entonces, Vicente Almudever, invitaba a todo el pueblo a una xocolatà.